# 華盛頓月刊
《華盛頓月刊》（Washington Monthly）是一份總部位於美國華盛頓特區的雙月刊非營利雜誌，主要刊登關於美國政治和美國政府的文章。該雜誌由查爾斯·彼得斯成立於1969年，起先是月刊，2008年改為雙月刊。現雜誌由Diane Straus Tucker負責出版發行。
華盛頓月刊的立場為中偏左，支持美國自由主義運動。其支持運作的各種網上博客也小有名氣。 此外自2005年起，華盛頓月刊每年也發佈一份大學排名。

## 大學排名
華盛頓月刊的大學排名始於2005年的一份研究報告，2006年開始正式發佈排名。其標準為：
- 多大程度上起到了社會流動引擎的作用
- 多大程度上促進了科學和人文研究
- 多大程度上提高了國家的道德標準[7]

## 外部連結
- Washington Monthly website （页面存档备份，存于）
- Peace Corps biography of Charlie Peters, Founder of Washington Monthly （页面存档备份，存于）
- Washington Monthly National College Rankings
- Last Call for the Washington Monthly? New York Review of Magazines, May 2008.